# Bahnstrecke Zásmuky–Bečváry
| Kursbuchstrecke (SŽ): | 013                  |                                            |                                            |
| Streckenlänge: | 3,930 km             |                                            |                                            |
| Spurweite: | 1435 mm (Normalspur) |                                            |                                            |
| Streckengeschwindigkeit: | 60 km/h              |                                            |                                            |
| |                      |                                            |                                            |
| \| \| 0,000 \| Zásmuky \| Zásmuky \| \| \| \| nach Pečky \| \| \| \| \| vlečka cukrovar Bečváry \| \| \| \| \| von Kolín (vorm. LB Kolin–Čerčan–Kácow) \| \| \| \| 3,930 \| Bečváry \| Bečváry \| \| \| \| nach Ledečko (vorm. LB Kolin–Čerčan–Kácow) \| \| |                      |                                            |                                            |
| Kopfbahnhof Streckenanfang | 0,000                | Zásmuky                                    | Zásmuky                                    |
| Abzweig geradeaus und nach links |                      | nach Pečky                                 | nach Pečky                                 |
| Abzweig geradeaus und nach links |                      | vlečka cukrovar Bečváry                    | vlečka cukrovar Bečváry                    |
| Abzweig geradeaus und von links |                      | von Kolín (vorm. LB Kolin–Čerčan–Kácow)    | von Kolín (vorm. LB Kolin–Čerčan–Kácow)    |
| Bahnhof | 3,930                | Bečváry                                    | Bečváry                                    |
| Strecke |                      | nach Ledečko (vorm. LB Kolin–Čerčan–Kácow) | nach Ledečko (vorm. LB Kolin–Čerčan–Kácow) |

Die Bahnstrecke Zásmuky–Bečváry ist eine regionale Eisenbahnverbindung in Tschechien, die ursprünglich durch die privilegierte österreichisch-ungarische Staatseisenbahngesellschaft (StEG) als staatlich garantierte Lokalbahn erbaut und betrieben wurde. Sie beginnt in Zásmuky und führt nach Bečváry.
Nach einem Erlass der tschechischen Regierung ist die Strecke seit dem 20. Dezember 1995 als regionale Bahn („regionální dráha“) klassifiziert.

## Geschichte
Die Konzession für eine „Localbahn von der Endstation Zásmuk der gesellschaftlichen Linie Peček–Zásmuk nach Groß-Bečvár mit einer Schleppbahn zur Zuckerfabrik in Bečvár“ erhielt die StEG am 5. November 1886. Gesetzlich vorgeschrieben war, dass die neue Linie mit der schon vorhandenen Localbahn Peček–Zásmuk mit Abzweigungen „in administrativer und technischer Hinsicht als eine Linie zu betrachten ist.“ Vorgesehen war eine Bauzeit von einem Jahr ab Konzessionserteilung.  Der österreichische Staat behielt sich das Recht vor, die Bahn jederzeit gegen eine Entschädigung einzulösen. Ausgestellt war die Konzession bis zum 31. Dezember 1965.
Die StEG eröffnete die Strecke am 1. August 1887. Den Betrieb führte sie selbst aus. In den ersten Jahren diente die Strecke nur dem Güterverkehr. Hauptkunde war die Zuckerfabrik in Bečváry, die kurz vor dem Streckenendpunkt in Bečváry ein (heute noch vorhandenes) Anschlussgleis besaß. Als die dort anschließende Strecke der Lokalbahn Kolin–Čerčan–Kácow eröffnet wurde, erfolgte am 6. August 1901 auch die Aufnahme des Personenverkehrs.
Nach Verstaatlichung der StEG am 15. Oktober 1909 kam die Strecke ins Eigentum der k.k. Staatsbahnen (kkStB). Infolge des von Österreich verlorenen Ersten Weltkrieges gehörte die Strecke dann ab 1918 zum Netz der neu gegründeten Tschechoslowakischen Staatseisenbahnen (ČSD). Der erste Fahrplan der ČSD von 1919 wies nur ein Reisezugpaar aus, welches von und nach Pečky durchgebunden war.

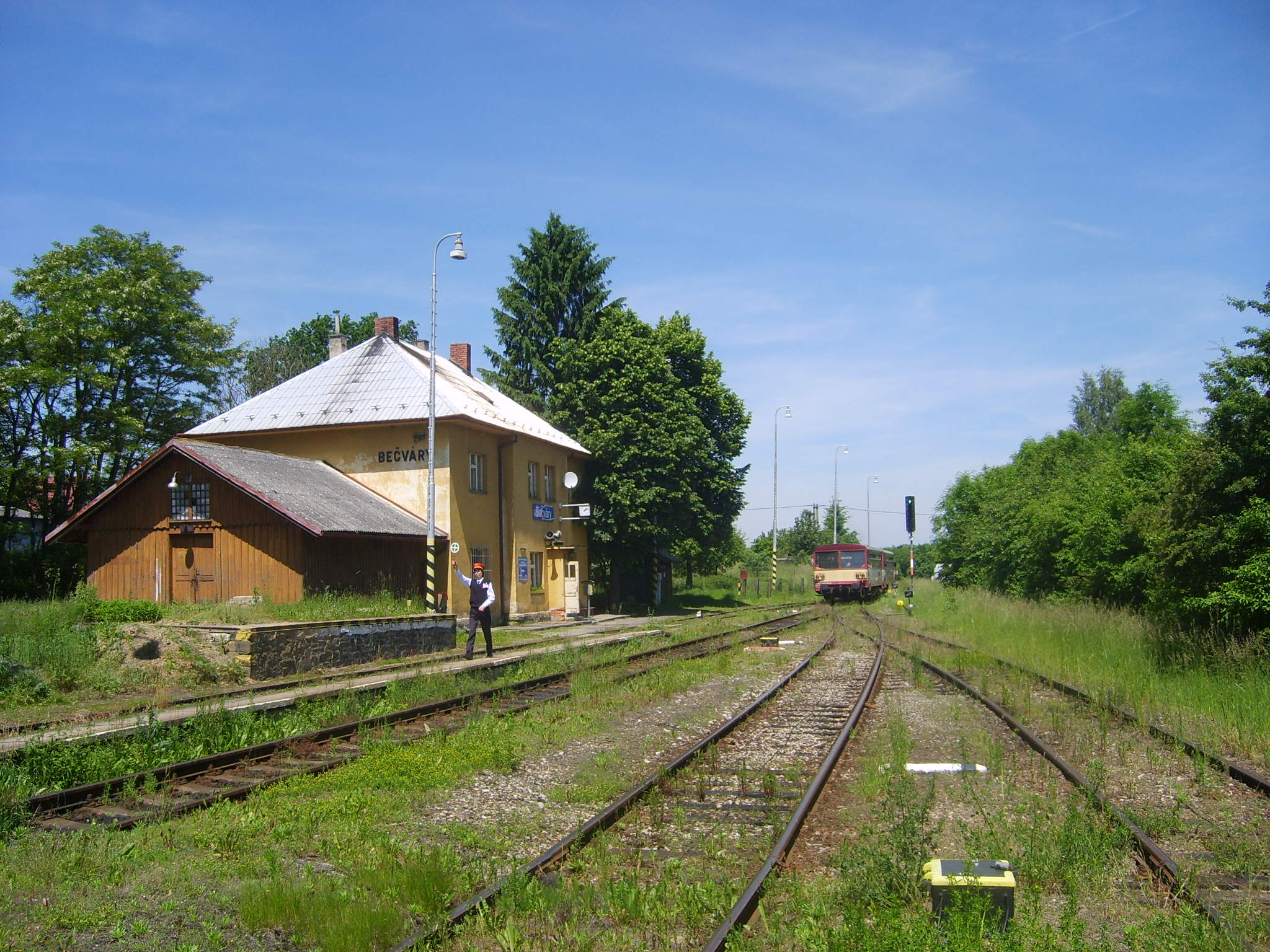
Bahnhof Bečváry (2010)

Ende der 1980er Jahre wies der Fahrplan der Lokalbahn den dichtesten Zugverkehr in ihrer Geschichte auf: Der Jahresfahrplan 1988/89 verzeichnete insgesamt 7 Zugpaare zwischen Zásmuky und Bečváry.
Nach der Samtenen Revolution in der Tschechoslowakei im Jahr 1989 ging die erbrachte Verkehrsleistung im Reise- und Güterverkehr nach und nach zurück. Schnellere Buslinien und der zunehmende Individualverkehr zogen Reisende ab. Am 1. Januar 1993 ging die Strecke im Zuge der Auflösung der Tschechoslowakei an die neu gegründeten České dráhy (ČD) über. Ab 2004 verkehrte auf der Strecke nur noch ein einzelnes Reisezugpaar. Am 10. Dezember 2006 wurde dieser unrentable Alibi-Verkehr schließlich ganz eingestellt.
Heute gibt es auf der Strecke einen touristischen Zugverkehr als „Podlipanský motoráček“ an den Wochenenden im Sommerhalbjahr. Zwei Zugpaare fahren in der Relation Pečky–Kouřim–Zásmuky–Bečváry. Zum Einsatz kommen historische Triebwagen des privaten Eisenbahnverkehrsunternehmens KŽC Doprava. 
Güterverkehr wird heute nur noch für einen Kohlenhändler in Bečváry abgewickelt. Die Anschlussbahn der ehemaligen Zuckerfabrik in Bečváry wird nicht mehr bedient.